# CSIRT
CSIRT (Computer Security Incident Response Team) é um grupo técnico responsável por resolver incidentes relacionados à segurança em sistemas computacionais. Pode ser um serviço prestado por uma empresa especializada ou uma unidade da própria empresa.
O CSIRT é a alternativa utilizada pelas organizações quando sua política de segurança vem a falhar. Pode ser composto por uma equipe exclusiva e dedicada, ou uma equipe "ad-hoc", que é composta apenas quando ocorrem os incidentes.